# Fred Turnheim

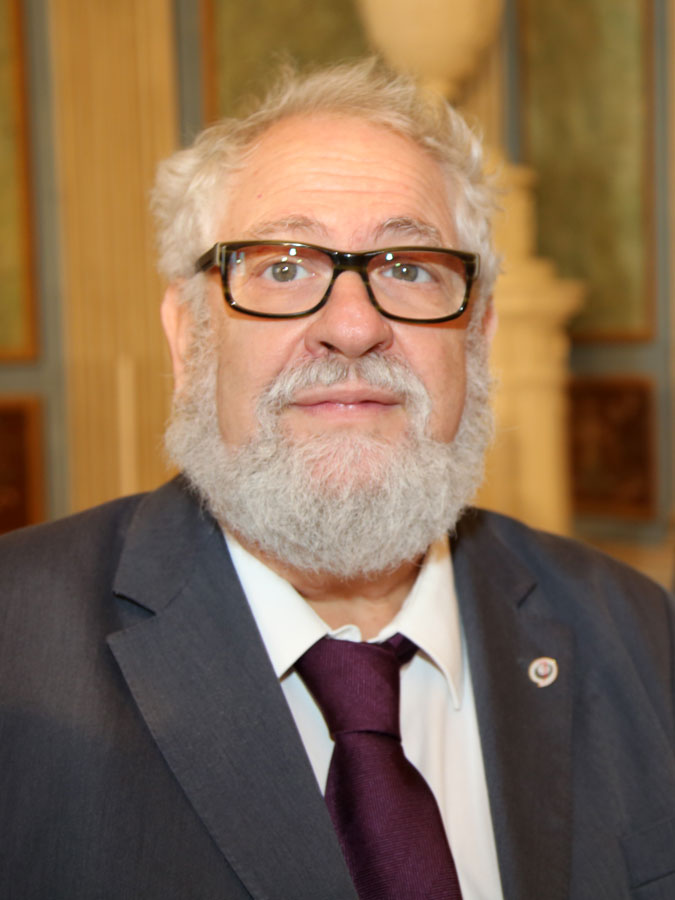
Fred Turnheim, 2013

Fred Turnheim (* 8. September 1949 in Wien) ist ein österreichischer Journalist und war von 1975 bis Oktober 2011 beim ORF tätig. Seit Oktober 2011 ist er als freier Journalist für österreichische und deutsche Medien tätig.
Turnheim war Chefredakteur der Zeitschrift Anstoß und Argumente, die vom Evangelischen Press Verein und der Evangelischen Akademie in Österreich bis 1975 herausgegeben wurde. 1984 schlug er zusammen mit dem ORF-Journalisten Hans Preiner den Prof. Claus Gatterer-Preis vor, der im Folgejahr vom Österreichischen Journalisten Club (ÖJC) geschaffen wurde.
1975 trat er in den ORF ein. Zuerst in der damaligen Bundesländerredaktion für die Sendung Österreich Bild. 1981 trat in die Parlamentsredaktion ein, dort wurde er stellvertretender Ressortleiter für die Sendung Hohes Haus. 1988 übernahm er die Sendungsverantwortung für die Wochenschau und die Sendung Hello Austria – Hello Vienna. Gleichzeitig war er Chef vom Dienst der ORF-Nachrichtensendung Zeit im Bild. Im Bereich der Wochenschau-Redaktion entstand auch der Jahresrückblick des Aktuellen Dienstes. 1995 wurde er Chef vom Dienst des Wissenschaftsmagazins Modern Times. Die Wochenschau wurde auch auf 3sat, in den Flugzeugen der Lauda Air und an die österreichischen UNO-Soldaten am Golan gesendet. 1997 wurde er Mitglied der Planungsgruppe der täglichen Wissenschaftssendung nano auf 3sat. Er führte in 3sat das dezentrale Redaktionsmanagement ein. Von 2001 bis 2011 war er wieder Redaktionsmitglied der Zeit im Bild und leitete die Redaktion Neue Medien in der ZIB. Derzeit ist er freier Journalist in Berlin und Wien.
1988 wurde Turnheim geschäftsführender Präsident des ÖJC und 1990 schließlich zu dessen Präsidenten gewählt. Am 4. April 2021 wurde über Presseaussendung bekanntgegeben, dass Fred Turnheim altersbedingt sein Amt mit Juni 2021 zurücklegt. Im Sommer 2022 gründete er das „Internationale Institut für Medien – IIM Vienna“. Das IIM hat die Aufgabe, interdisziplinär staatlich gesteuerte Fake News aufzudecken und Troll-Fabriken zu entlarven. Anlässlich des 90. Jahrestages des Schutzbund-Aufstandes in Österreich gestaltete er, gemeinsam mit seinem Bruder die 65 Minuten lange TV-Dokumentation „Die Kinder der Kämpfer“, die am 12. Februar 2024 Premiere im TV-Sender OKTO hatte. Begleitend zum Film wurde eine Website mit Erinnerungen von Kindern und Kindeskindern der Schutzbündler veröffentlicht: www.kinder-der-kaempfer.at.
Er unterrichtet an der Journalismus & Medien Akademie des ÖJC und ist seit 2016 Gastdozent an der deutschen Fakultät der Beijing International Studies University (BISU).
Turnheim wurde am 22. August 2016 der Berufstitel Professor zuerkannt.

## Publikationen
- Kommunikation 2001 (Ratgeber), Wien 2000, ISBN 3-900784-20-5.
- Als Herausgeber: Breaking News im Web 2.0: wozu wir Journalisten brauchen, Wien 2007, ISBN 978-3-85485-214-8.
- Die Kinder der Kämpfer, DVD, Wien 2024, ISBN 978-3-200-09623-3